# 宽窄巷子

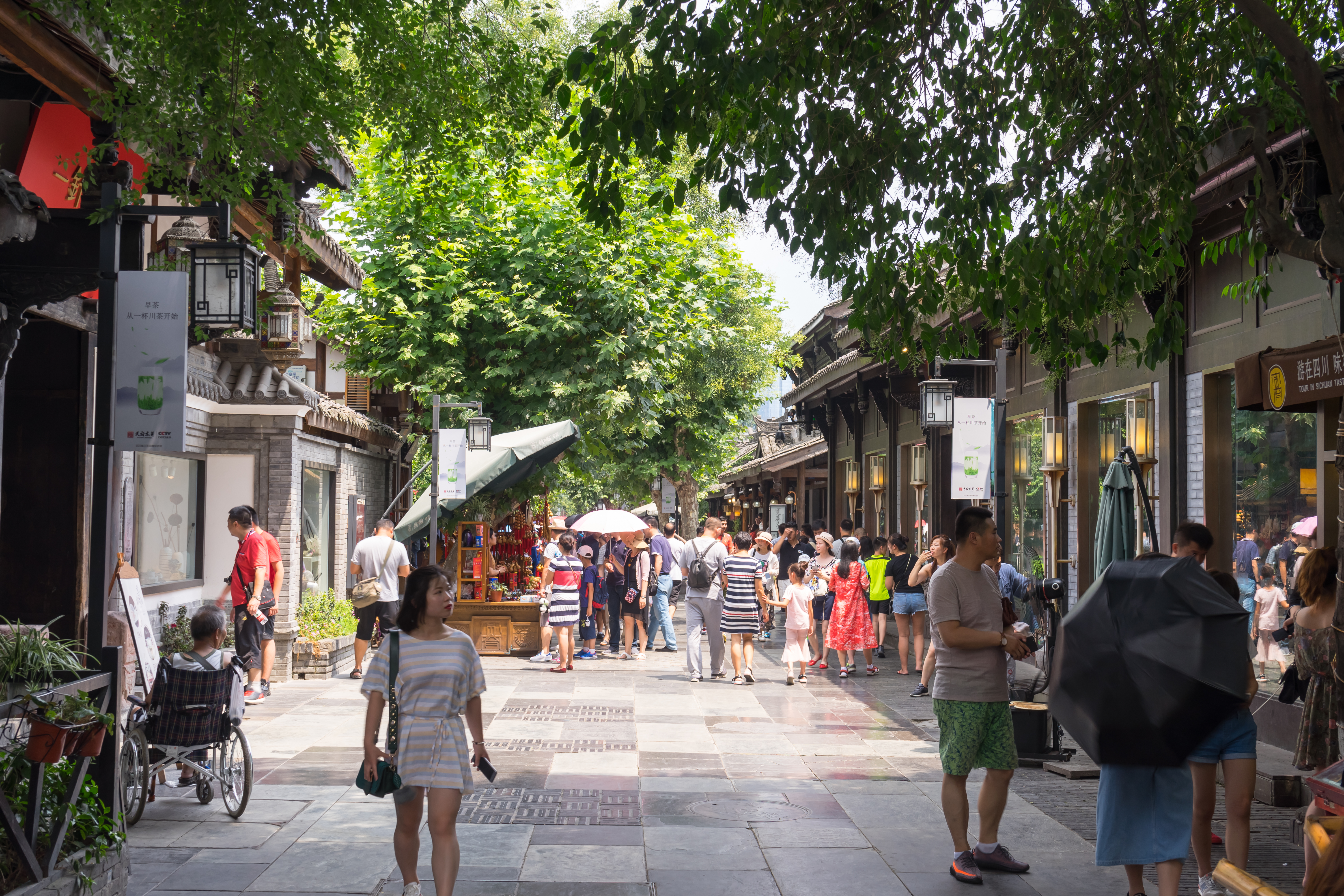
宽巷子

宽窄巷子是中国四川省成都市的一个历史文化区，由三条东西方向的老街（自北向南依次是：宽巷子、窄巷子和井巷子）以及街道之间的居民宅院组成。
宽窄巷子所在的区域在清朝时为八旗居住之地。从2007年起，成都市对宽窄巷子区域进行改造，搬迁原有的900余户居民，对50多个个院落、3万多平方米地面建筑进行修复、改造，并配置了1.1万多平方米地下停车场。2008年6月14日，宽窄巷子街区正式开放。 各条巷子中的小摊小店出售各种四川特色的小吃、工艺品、书籍供游人购买。还有包括星巴克、龙堂客栈等等文化、餐饮、休闲的商铺在宽窄巷子营业。
宽窄巷子是一个集中展示老成都文化的旅游胜地，并荣获2008年“中国创意产业项目建设成就奖”、2009年“中国特色商业步行街”等称号。